# Batido Shamrock

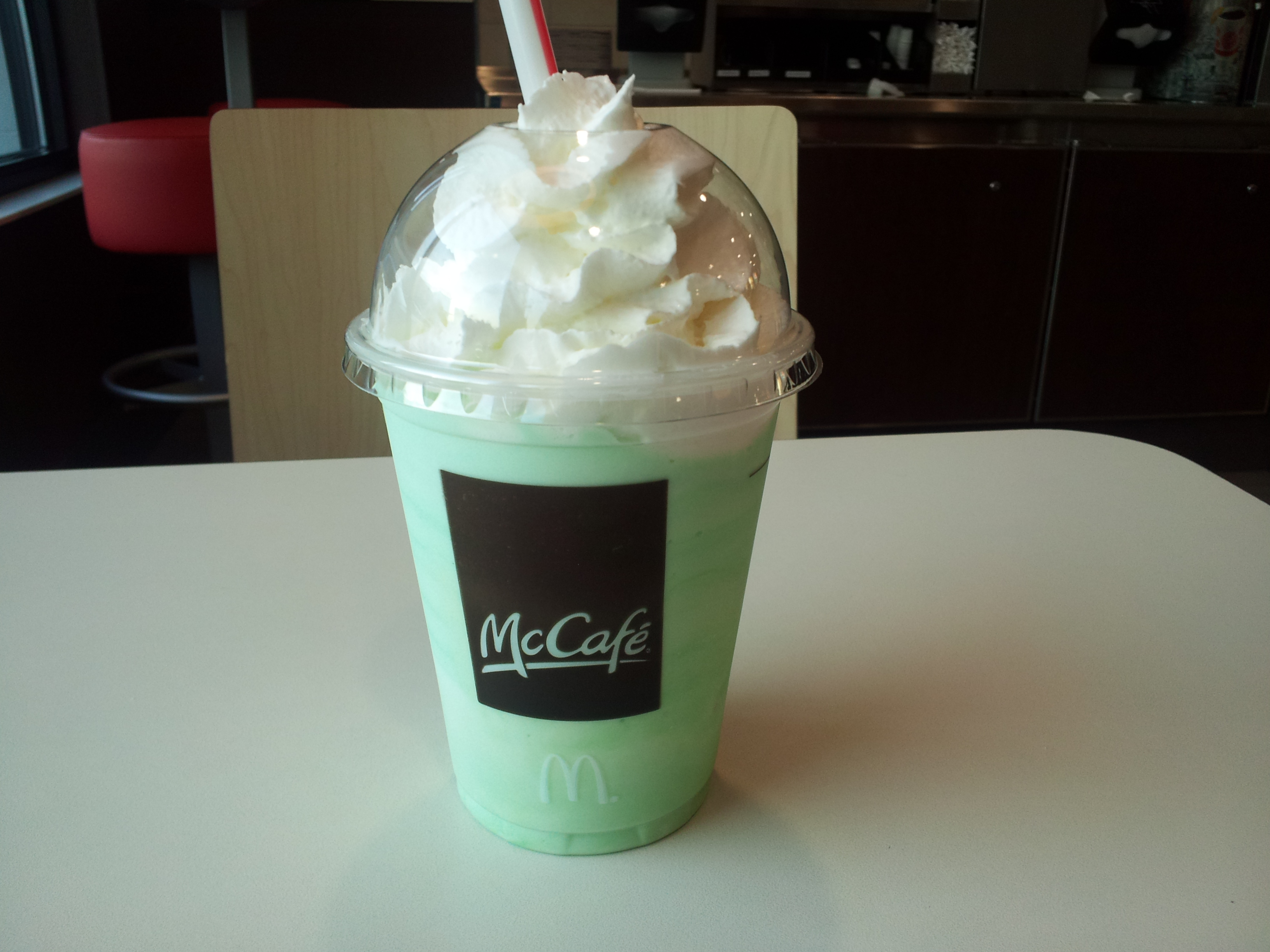

El Batido Shamrock, un batido verde con sabor a menta, es un postre de temporada vendido en McDonald's durante marzo para celebrar el Día de San Patricio.

## Origen
El Batido Shamrock fue el primero introducido en 1970, y se le acredita con ayudar a allanar el camino para otras bebidas de temporada, incluyendo los ponches de calabaza y de huevo. Los Batidos Shamrock estuvieron disponibles ampliamente en Canadá y los Estados Unidos hasta principios de 1990. Recientemente fueron traídos y todavía están disponibles en las tiendas americanas durante el mes de marzo.